# Desmodium prostratum
Desmodium prostratum är en ärtväxtart som beskrevs av Townshend Stith Brandegee. Desmodium prostratum ingår i släktet Desmodium och familjen ärtväxter. Inga underarter finns listade i Catalogue of Life.